# 角角者
KadoKado 角角者，為台灣角川股份有限公司於2021年10月26日正式上線推出的小說連載創作平台。

## 歷史概要
- 2020Q3，規劃數位事業藍圖並設立數位事業群，核心成員來自LINE、KKBOX…等知名網路公司
- 2021年10月26日，正式上線推出「KadoKado 角角者」小說連載平台，上線初期，以130部+角川出版小說IP與首波華文獨家簽約作家作品以及為主打，獨家代理超過20部日本小說平台 カクヨム（KAKUYOMU） 網路熱門小說中文化
- 2022年4月26日，正式開放創作者進行投稿，定位為小說連載創作平台。
- 2022年5月28日，首次大型線上創作者講座：原創IP跨界發展趨勢創作者大會 （页面存档备份，存于），同時並宣布首屆 2022 KadoKado角角者百萬小說創作大賞 （页面存档备份，存于） 徵稿於6月正式開跑。
- 2022年6月1日 2022 KadoKado 角角者百萬小說創作大賞正式開跑，總獎額高達新台幣500萬元，大賞獨得新台幣120萬元，競賽組別分為「輕小說組」、「BL小說組」、「戀愛小說組」、「短篇小說組」四組。版權授權獲獎作品，由角角者協助翻譯成日文，上架至日本小說投稿網站カクヨム（KAKUYOMU）KadoKado專區 （页面存档备份，存于）。
- 2022年9月30日 KadoKado 角角者百萬小說創作大賞截止收件。
- 2022年12月 KadoKado角角者百萬小說創作大賞得獎名單公佈。
- 2022年12月22日 台灣角川舉辦年終媒體茶絮，分享角川集團數位與MMX策略布局與KadoKado角角者年度回顧與展望。
- 2023年1月27日於2023年動漫節活動現場進行KadoKado角角者百萬小說創作大賞頒獎典禮[2]
- 2023年6月1日 2023 KadoKado角角者百萬小說創作大賞-用文字穿梭多重宇宙，正式開跑[3]。

## 外部連結
- KadoKado 角角者Facebook粉絲專頁 （页面存档备份，存于）
- KadoKado 角角者 Instagram
- KadoKado 角角者 官方微博
- KadoKado 角角者TikTok
- KadoKado 官方部落格 （页面存档备份，存于）